# Hotel Heidelberg: … Wer sich ewig bindet
… Wer sich ewig bindet ist ein deutscher Fernsehfilm von Edzard Onneken aus dem Jahr 2019. Es ist der sechste Film der Filmreihe Hotel Heidelberg mit Annette Frier, Christoph Maria Herbst, Hannelore Hoger und Stephan Grossmann in den Hauptrollen.

## Handlung
Seit Annette Kramer die Geschäftsführung in dem Familienbetrieb Hotel Heidelberg übernommen hat, reißt die Arbeit nicht ab. Was sie auch versucht, am Ende bleibt die Verantwortung immer nur an ihr hängen. Ihr Mann Ingolf hat sie schon so oft darauf hingewiesen, dass ihr Privatleben absolut zu kurz kommt. So leidet nicht nur er unter diesem Zustand, auch ihr Adoptivsohn Ole fühlt sich mehr und mehr vernachlässigt. Seine Probleme in der Schule rufen das Jugendamt auf den Plan und Annette muss sich nun auch noch darum kümmern. Doch damit nicht genug, zeigt Annette Kramer auch noch Ambitionen, in die Lokalpolitik einzusteigen. Die sich daraus entwickelnde Ehekrise lässt am Ende für Annette nur den Schluss zu, das Hotel zu verkaufen und sich fortan mehr dem Familienleben zu widmen. Der Abschied ist nicht leicht, doch es findet sich die Möglichkeit, das Familienunternehmen den Schwestern Mascha Hillinger und Karin Berger zu übergeben. Beide sind Gäste im Hotel, weil sie gerade die Beerdigung ihres Vaters und sein Nachlass abwickeln wollen. Da auch sie selbst noch einmal ganz neu anfangen wollen, sehen sie ihre Chance darin, ihr Erbe in das Hotel zu investieren.

## Hintergrund
… Wer sich ewig bindet wurde im Auftrag von ARD Degeto von der „Calypso Entertainment“ produziert und vom 9. Oktober bis zum 5. Dezember 2018 in Köln, Euskirchen und Heidelberg gedreht.

## Rezeption

### Einschaltquote
Die Erstausstrahlung von … Wer sich ewig bindet erfolgte am 24. Mai 2019 und wurde in Deutschland von 3,75 Millionen Zuschauern gesehen. Er erreichte einen Marktanteil von 14,1 Prozent für Das Erste.

### Kritiken
Rainer Tittelbach von Tittelbach.tv meinte: „Es heißt Abschied nehmen von Annette Frier & Christoph Maria Herbst als Ehepaar Kramer in der Degeto-Reihe ‚Hotel Heidelberg‘ (Calypso Entertainment). Autor Martin Rauhaus macht aus der Not eine Tugend, indem er einen glaubwürdigen Konflikt entwickelt, der die beiden aus dem Familienunternehmen aussteigen lässt. Die Chefin entscheidet sich für die Familie, was im Kontext dieses Problemhotels und der speziellen Familiensituation nicht als  konservative Lösung zu verstehen ist. Außerdem führen ja fortan gleich zwei Frauen die Geschicke des Heidelberger Traditionshauses weiter.“
Die Kritiker von TV Spielfilm werteten: „Ein humorvoll-sentimentaler Abschied“
Tilmann P. Gangloff urteilte für evangelisch.de: „Nach drei Jahren und sechs Filmen lassen die Stars Annette Frier und Christoph Maria Herbst die Reihe hinter sich.“ „Gespielt ist das wie auch in den bisherigen Episoden vorzüglich, aber die große Stärke des Films ist erneut das Drehbuch von Martin Rauhaus, dem Schöpfer der Reihe. Er sorgt dafür, dass der große Knall nicht plötzlich kommt: Wie im wahren Leben eskalieren die Dinge eher schleichend.“